# 陸軍部隊旅団 (ドイツ連邦陸軍)
陸軍部隊旅団（りくぐんぶたいりょだん、ドイツ語：Heerestruppenbrigade、略称：HTrBrig）は、ドイツ連邦陸軍の旅団の一つ。航空機動作戦師団隷下にあり、旅団司令部をバーデン＝ヴュルテンベルク州ブルッフザールに置き、隷下部隊は南部ドイツに点在している。2002年から2008年6月30日までは陸軍部隊集団（Heerestruppenkommando、略称：HTrKdo）として編制されていた。

## 任務
本旅団は航空機動作戦師団を支援する任務を負い、それ以外にも必要に応じて陸軍の他部隊や他軍種に対する指揮および戦闘支援も担当する。
特に旅団は安定化作戦を主任務とし防空、砲兵および特殊武器防護を担当している。この能力を安定化戦力に分類されている第10装甲師団と第13装甲擲弾兵師団にも提供している。旅団戦力は即応能力の発揮および弾力的運用を可能とするためモジュラー化され、ブルッフザールの航空機動作戦師団司令部の指揮下で、安定化戦力部隊に対して能力を提供する。

## 部隊編制
- 司令部中隊　在ブルッフザール
- 第750特殊武器防護連隊「バーデン」　在ブルッフザール
- 第345砲兵教導連隊　在クーゼル
- 第12装甲防空砲兵大隊　在ハルトハイム
- 第120軽特殊武器防護中隊　在ゾントホーフェン
- 第300軽地対空ミサイル中隊　在ハルトハイム

## 歴史
2002年3月6日に旅団の前身部隊である陸軍部隊集団が師団級コマンドとして編成された。陸軍部隊集団は2007年12月10日に連邦軍変革事業により旅団級コマンドに格下げされ、2008年7月1日に実態に合わせて陸軍部隊旅団に改称される。

### 師団級期
現在の旅団は2002年3月6日に師団級コマンドの陸軍部隊集団として編成される。これはドイツ連邦陸軍の現役将兵約17,900人と予備役兵約18,000人を統括する指揮権当局として機能していた。陸軍部隊集団は陸軍指揮司令部直属に置かれ師団級コマンドとして機能し、多国籍軍団、部隊学校、戦力基盤軍、救護業務軍と同列に扱われた。集団司令部はコブレンツに置かれた。任務には陸軍の機械化師団および多国籍軍団の状況および命令系統の支援があり、戦闘支援部隊と後方支援部隊の教育および実運用を担当する。さらに、陸軍部隊集団はヘールズインシュタントゼッツングスロギスティク（HIL、陸軍修理後方支援）社所有の6個地域修理センターの建設を主導した。全体で75個の機関・部隊が陸軍部隊集団の下に置かれていた。このうち現役大隊が21個、現役将兵26,000人と予備役兵30,000人を従えていた。これらは全ドイツ連邦共和国内の33箇所に配置される。司令官には陸軍少将が充てられ、最後の司令官はエルンスト・ハインリヒ・ルッツ陸軍中将であった。

### 旅団級期
陸軍部隊集団は2007年12月10日に旅団級コマンドに格下げされ、旧集団の再編成と第100特殊武器防護旅団の解隊をもって旅団として就役する。これにより旅団の隷属系統は旧陸軍部隊集団のほぼ全てを踏襲する。旧第100旅団や未隷属の下級部隊は配転もしくは解隊の処置が施された。第345砲兵教導連隊（旧第345装甲砲兵教導連隊）は2008年1月1日に第30装甲擲弾兵旅団から編入する。2008年7月1日、指揮階梯上の実態に合わせて陸軍部隊旅団に改称された。
再編成の旅団級コマンド時代は指揮官に陸軍大佐または陸軍准将が充てられ、旅団改編後もそのままとなる。